# Владимир I
Владимир I Велики е княз на Киев от 980 до 1015 и православен светец, син на княз Светослав I и наследник на брат си княз Ярополк I. Той е известен с покръстването на Киевска Рус през 988.
Повечето сведения за живота на княз Владимир Велики идват от по-късни хроники, писани от автори, свързани с църквата. Тъй като той изиграва решаваща роля в установяването на православната църква в Киевска Рус, достоверността на много от фактите в тези хроники е спорна, защото авторите са склонни да преувеличават добрите му страни.

## Произход и ранни години
Владимир е най-малкият син на княз Светослав от неговата икономка Малуша. Според скандинавските саги тя е пророчица, доживяла сто години, доведена в двореца от пещерата си, за да предсказва бъдещето. Сведения от агиографски източници със съмнителна достоверност свързват детството на Владимир с неговата баба, княгиня Олга, която е християнка и управлява Киевска Рус в отсъствието на Светослав.
Когато княз Светослав предприема похода си срещу България, той оставя синовете си Ярополк, Олег и Владимир като наместници в различни части на държавата, като след неговата смърт през 972 г. те продължават да ги управляват практически самостоятелно. Първородният син Ярополк управлява в Киев и има статут на пръв сред равни, а Владимир – Новгород.
След като Ярополк убива своя брат Олег Светославич и през 977 придвижва войските си към Новгород, Владимир бяга в Скандинавия. Там той събира голяма армия от варяги, с чиято помощ през 978 си връща Новгород. След това продължава на юг, като по пътя си към Киев превзема Полоцк и принуждава Рогнеда, дъщеря на местния варяжки владетел Рогволод и годеница на Ярополк, да се омъжи за него. През 980 превзема Киев и с измама убива своя полубрат Ярополк, ставайки единствен владетел на Киевска Рус.

## Управление
През първите години от управлението си Владимир е енергичен привърженик на езическия култ към Перун, многоженството и човешките жертвоприношения. Той има 12 сина от четирите си жени и три харема с близо 800 наложници.
При неговото управление синът на един християнин трябвало да бъде принесен в жертва в Киев. Когато баща му се възпротивява, двамата са пребити от тълпата и стават първите руски мъченици на християнството, Теодор и Иван. През същия период Владимир Велики води няколко войни, като разширява територията на държавата си. През 981 завладява Галиция, през 982 потушава бунт на кривичкото Полоцко княжество, а през 983 подчинява ятвягите. През 985 организира поход срещу Волжка България, като основава нови крепости на изток.
През 988 г., след като превзема град Херсон в Крим, сключва съюз с Византийската империя. Получава за жена сестрата на император Василий II Анна, като приема християнството и името на кръстника си Василий. Завръщайки се в Киев, разрушава езическите паметници, покръства жителите във водите на река Днепър и основава нови православни църкви и манастири.
През следващите години Владимир не води значителни войни. Той разделя държавата си на 12 области, в които назначава за управители своите синове. Това става причина за междуособици, започнали още преди неговата смърт.
Княз Владимир Велики умира през 1015 в Берестово край Киев, потегляйки на поход срещу своя разбунтувал се син Ярослав.

## Наследство
Княз Владимир Велики е възхваляван от православната църква като християнизатор и цивилизатор на Русия. Той е обявен за светец, като празникът му е на 15 юли.
На негово име са наречени патриаршеската катедрала „Свети Владимир“ в Киев и Киевския университет. В Русия има орден, на негово име (Свети Владимир).
Владимир е герой на скандинавските саги, в които е наричан Валдемар, и на многобройни руски фолклорни балади, които го наричат Владимир Красное Солнышко.